# British Comedy Awards 1990
La I edizione dei British Comedy Awards si tenne nel 1990 e venne presentata da Michael Parkinson.

## Vincitori
- Miglior commedia televisiva esordiente - Drop the Dead Donkey
- Miglior attore in una commedia televisiva - David Jason
- Miglior attrice in una commedia televisiva - Jean Boht
- Miglior debutto in una commedia televisiva - Pauline Quirke
- Miglior attore cinematografico britannico - Griff Rhys Jones
- Miglior attrice cinematografica britannica - Pauline Collins
- Miglior commedia televisiva britannica - A Bit of a Do
- Miglior sitcom della ITV/C4 - A Bit of a Do
- Miglior sitcom della BBC - Only Fools and Horses
- Miglior sitcom statunitense - Cin cin
- Migliore showman - Rowan Atkinson
- Miglior artista di varietà - Russ Abbott
- Migliore film commedia - Shirley Valentine - La mia seconda vita
- Miglior commedia radiofonica - Victor Lewis-Smith
- Migliore debutto in una commedia teatrale - Mike Doyle
- Miglior esibizione live - Victoria Wood
- Premio WGGB per il miglior commediografo - David Nobbs
- Premio alla carriera nel teatro - Norman Wisdom
- Premio alla carriera nella radio - Roy Hudd
- Premio alla carriera nella commedia cinematografica - Peter Rogers
- Premio alla carriera - Ronnie Barker